# Douglas Lewis
Douglas Lewis (n. 6 august 1898, Toronto, Canada – d. 19 februarie 1981, Los Angeles, California, SUA) a fost un boxer ce a reprezentat Canada, medaliat olimpic. A participat la o ediție a Jocurilor Olimpice (1924) în care a câștigat o medalie de bronz.

## Participări
Lista de mai jos prezintă principalele competiții la care a participat Douglas Lewis de-a lungul carierei.
- boxe aux Jeux olympiques d'été de 1924 – poids welters hommes[*]